# Port Louis
Port Louis (literalmente 'Puerto Luis') es la capital y mayor ciudad de Mauricio, además de ser su centro político, económico y cultural. Situada en el distrito homónimo, la ciudad es el principal puerto de la isla. En 2012 contaba con una población de 147 066 habitantes.

## Medio natural

### Flora
A principios del siglo XIX, el naturalista Jean-Baptiste Bory de Saint-Vincent observó la presencia de numerosas plantas en las calles de Port-Louis, especialmente Achyranthes aspera, Amaranthus blitum, Amaranthus spinosus, Andropogon contortum, Boerhavia diffusa, Boerhavia erecta, Cassia foetida, Cleome pentaphylla, Cynosurus indicus, Datura metel, Heliotropium indicum o Parthenium hysterophorus, pero también una galega, varias especies del grupo de las pánicas y cinco o seis especies del género Sida. Además, y siempre según el mismo autor, el Argemone mexicana ya se había naturalizado en la isla y las principales calles del puerto estaban plantadas con Mimosa lebbeck.
Bory de Saint-Vincent también constató la presencia en Port-Louis de Cassia fistula así como de almendro malabar (Terminalia catappa), este último plantado aquí y allá en las calles y patios.

### Clima
Debido a su ubicación a la sombra de los vientos alisios del sureste, Port Louis presenta un clima cálido semiárido (BSh) según la clasificación climática de Köppen. Los meses más lluviosos son de diciembre a abril, cuando cae una media de 80 mm (3,1 plg) (o más) de lluvia. Los meses restantes constituyen la estación seca de Port Louis. La ciudad también muestra una notable pero pequeña gama de temperaturas medias. Las temperaturas más frescas de Port Louis se registran a mediados de año, cuando la media de las temperaturas altas ronda los 27 grados Celsius (80,6 °F). Durante la estación húmeda, la ciudad registra las temperaturas más altas, con una media de alrededor de 31 grados Celsius (88 °F).
Protegida del frecuente mal tiempo que azota la meseta central de Mauricio, Port Louis goza de un clima excepcionalmente suave en invierno. Es muy raro que las temperaturas caigan por debajo de 18 °C. Los inviernos en Port Louis son tan suaves que los habitantes de las zonas más frías del país dicen que los habitantes de Port Louis no experimentan el invierno.
Los veranos de Port Louis tienen fama de ser calurosos, incluso para los estándares nacionales. No es raro que el termómetro supere los  32 °C, y los niveles de humedad que pueden acercarse fácilmente al 90% hacen que el calor sea aún más incómodo de diciembre a febrero.

## Historia
Puerto Louis fue fundado en 1735 por colonos franceses, aunque actualmente cuenta con una gran riqueza multicultural y diversa, habitada por descendientes de inmigrantes indios, japoneses, africanos y europeos.
Los neerlandeses tomaron posesión de la Isla Mauricio en 1638. Durante los primeros años de su llegada, ocuparon dos puntos de la isla, la bahía del Gran Puerto conocida en aquella época como Warwyck Haven y Port Louis, que fue llamado Noord-Wester Haven (Puerto Noroeste en neerlandés). El lugar cambió de nombre en varias ocasiones, dependiendo de quién ocupara la isla. 
Al principio de la colonización francesa, el lugar fue llamado Port Louis. El origen del nombre no es claro. Algunos investigadores afirman que se nombró así en honor al rey Luis XV (Louis XV). Otros suponen que el sitio fue nombrado en recuerdo de Port Louis en Bretaña. En 1729, Nicolás Maupin se convierte en el primer administrador a parte entera de la isla. Bajo su administración, Port Louis se convirtió en capital administrativa y principal puerto, en detrimento de Port Bourbon (Gran Puerto). La Compañía francesa de las Indias Orientales envía en 1732 al ingeniero Cossigny para ayudar en la construcción de fortificaciones y del puerto de la ciudad. 
Los grandes trabajos de construcción fueron llevados a cabo bajo el mando de Bertrand François Mahé de Labourdonnais. Este llegó a la isla en 1735 y en menos de diez años, Port Louis fue dotado de construcciones de defensa, así como hospitales, graneros, etc. La capital tomó forma gracias al trabajo de los esclavos africanos y algunos artesanos llegados desde la ciudad india de Madrás.
De 1767 a 1790, la isla de Francia pasa sobre la tutela real. Los últimos años de la administración de la compañía de las Indias Orientales estuvieron marcados por la falta de atención de las autoridades y de la corona. 
De 1772 a 1781, el puerto fue agrandado, lo que permitió convertirse a Port Louis en una base estratégica para las operaciones francesas en la India y durante la guerra de independencia de los Estados Unidos. En 1804, la ciudad tomó el nombre de Port Napoleón, en honor al emperador recién coronado.

## Población

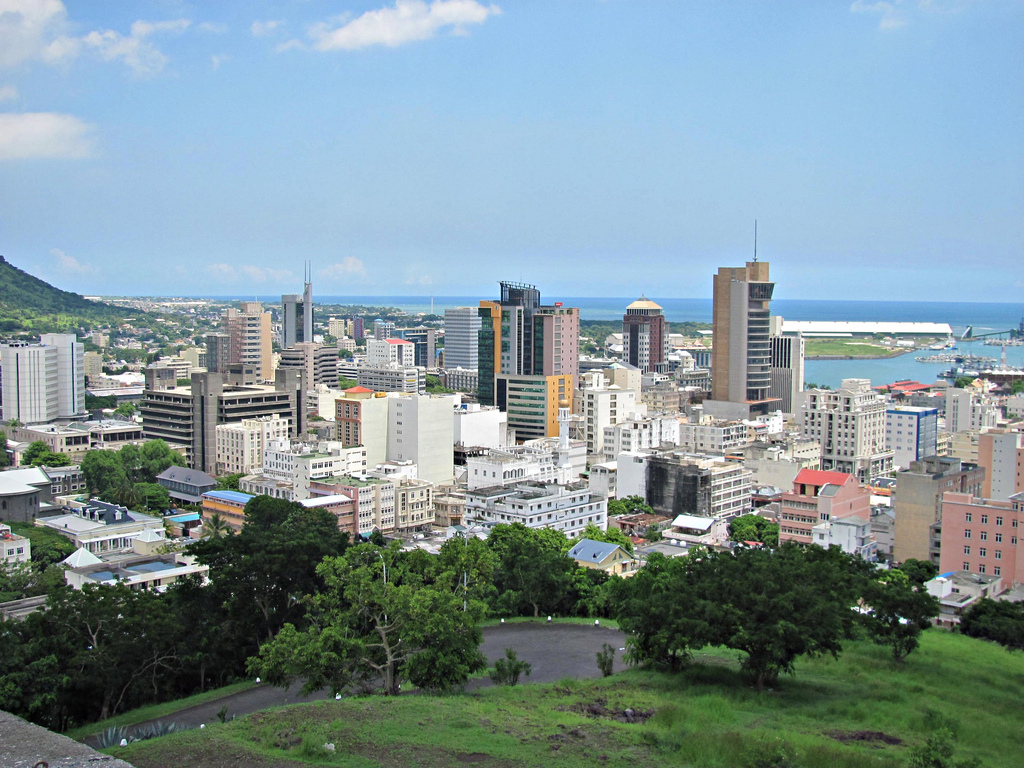
Centro de Port Louis

La población de la ciudad se compone básicamente de los descendientes de los trabajadores empleados por la Compañía francesa de las Indias Orientales en el siglo XIX. Los esclavos ya habían sido introducidos un siglo antes por los británicos y franceses que trataron de conquistar la isla.
En 1835 cuando la esclavitud fue abolida, llegaron cientos de trabajadores chinos e indios, a los que se empleaba en trabajos agrícolas, como la recolección de caña de azúcar para la fabricación del ron. 
Actualmente la población se compone en un 50% de indios, la mayoría seguidores de la fe hindú, un gran porcentaje de africanos y una minoría de chinos e indoeuropeos.

## Administración
El gobierno local de Port Louis está supervisado por un consejo municipal. El Consejo Municipal de Port Louis se estableció por primera vez en 1830 y en la actualidad es uno de los cinco consejos municipales responsables de las zonas urbanas de Mauricio, tal y como se organiza en la Ley de Gobierno Local de 2011. Veinticuatro concejales son elegidos democráticamente para administrar el consejo. Los concejales eligen a continuación a un alcalde y a un teniente de alcalde. Las funciones del ayuntamiento se llevan a cabo a través de los departamentos de Administración, Finanzas, Ordenación del Territorio y Planificación, Infraestructuras Públicas, Salud Pública, Bienestar, Parques y Jardines, y Biblioteca Municipal. Los servicios prestados por el gobierno local incluyen escuelas de preescolar, jardín de infancia y formación profesional, protección de la salud, regulación de la vivienda, algunos servicios de carreteras, recogida de basuras, cementerios, algunos servicios de protección del medio ambiente y del consumidor, y actividades de promoción económica. El gobierno central presta otros servicios a la ciudad. Entre ellos se encuentran los servicios policiales a través del Cuerpo de Policía de Mauricio, que mantiene dos divisiones responsables de la zona de Port Louis (Divisiones Metropolitanas Norte y Sur).  También existe una Policía Portuaria específica, compuesta por la Policía Portuaria y la Policía de la Terminal de Azúcar a Granel. Sus funciones incluyen proporcionar seguridad a la carga y a las instalaciones de la zona portuaria y hacer cumplir las leyes relacionadas con la normativa portuaria, las aduanas, la cuarentena, la inmigración y el tráfico de drogas.
Port Louis está dividido en diferentes suburbios que incluyen, entre otros, los siguientes:
| \| \| - Bell-Village - Cassis - Champ-de-Mars - Sainte-Croix - Campamento Yoloff - Borstal - Cité La Cure - Cité Vallijee - Grande-Rivière-Nord-Ouest - La Tour Koënig \| - Pailles - Plaine Lauzun - Plaine-Verte - Pointe-aux-Sables Roche-Bois - Tranquebar - Vallée-Pitot - Vallée-des-Prêtres \| | | |
| | - Bell-Village - Cassis - Champ-de-Mars - Sainte-Croix - Campamento Yoloff - Borstal - Cité La Cure - Cité Vallijee - Grande-Rivière-Nord-Ouest - La Tour Koënig | - Pailles - Plaine Lauzun - Plaine-Verte - Pointe-aux-Sables Roche-Bois - Tranquebar - Vallée-Pitot - Vallée-des-Prêtres |

Port Louis está dividido electoralmente en 8 circunscripciones con 3 concejales cada una.

## Arquitectura
Aunque Port Louis fue administrada por el Imperio británico durante más de un siglo y medio, la ciudad lleva la inconfundible huella de Francia, que fue responsable de muchos de los principales proyectos de la ciudad. Posteriormente, los británicos utilizaron a los descendientes de los franceses para administrar la ciudad durante 150 años, hasta la independencia en 1968. De hecho, cuando los británicos llegaron, encontraron la ciudad tan bien mantenida por los franceses que no consideraron necesario añadir mucho a ella.
Para empezar, los adoquines que adornan las aceras de la ciudad son restos de la dominación francesa, y son el orgullo de los mauricianos, que los consideran parte integrante de Port Louis. El puerto y el Jardín de la Compañía son también fruto de la contribución francesa al país.
Para ser una ciudad relativamente pequeña, Port-Louis está llena de otros lugares históricos. Uno de ellos, el Aapravasi Ghat, figura incluso en la lista de Patrimonio de la Humanidad de la UNESCO desde 2006. La particularidad de este lugar es haber acogido a los primeros inmigrantes indios que llegaron al país en el siglo XIX. Cuando se sabe que hoy en día más del 70% de los mauricianos tienen orígenes indios, es fácil imaginar el simbolismo del Aapravasi Ghat para el país.
La lista de lugares históricos de Port-Louis no termina aquí.

## Cultura
Desde el punto de vista cultural, existen el Museo Blue Penny, el Museo de la Fotografía de Mauricio, el Museo de Historia Natural de Mauricio y el Teatro de Port Louis, entre otros.  

Edificios culturales
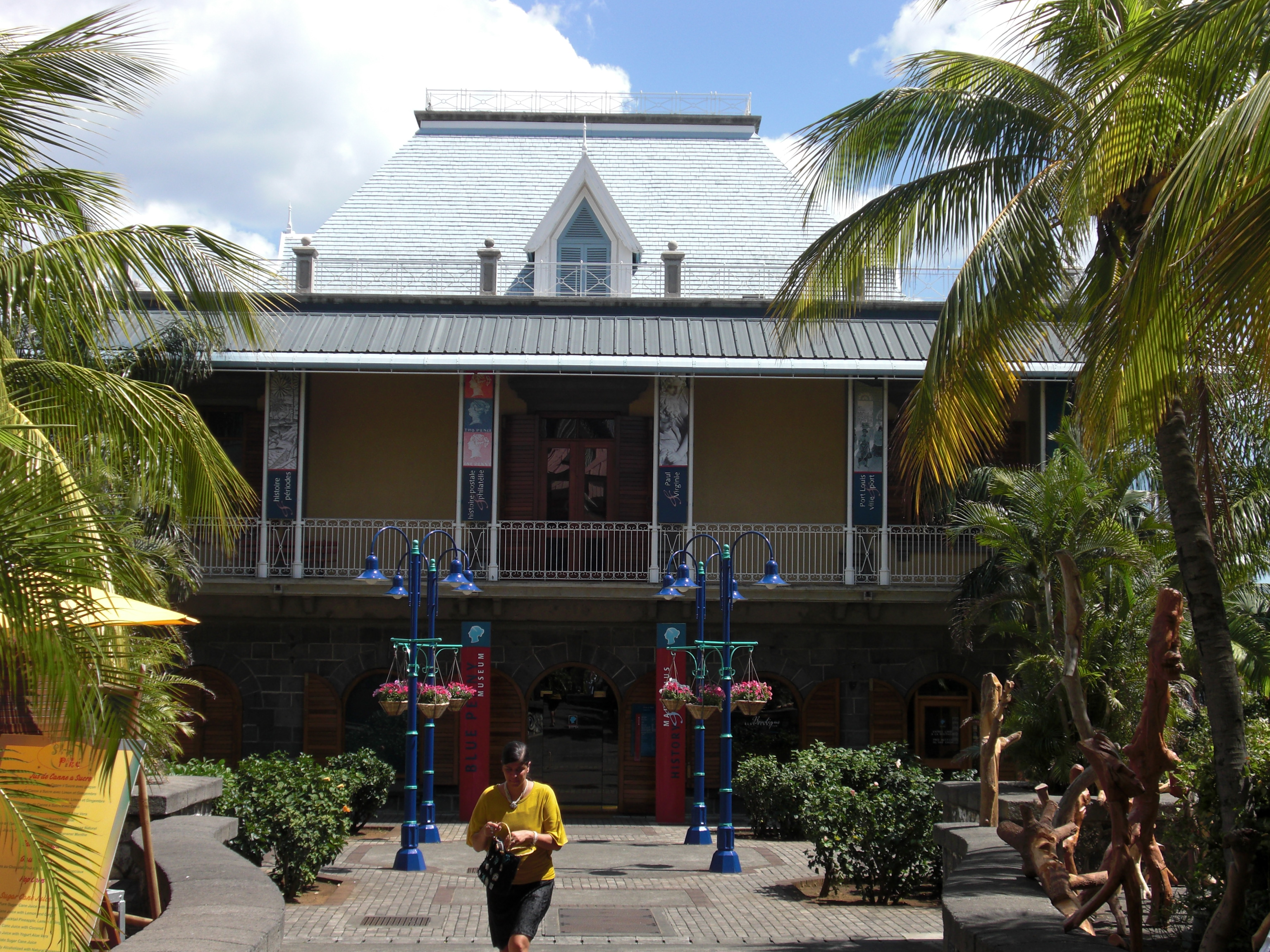
Museo Blue Penny.
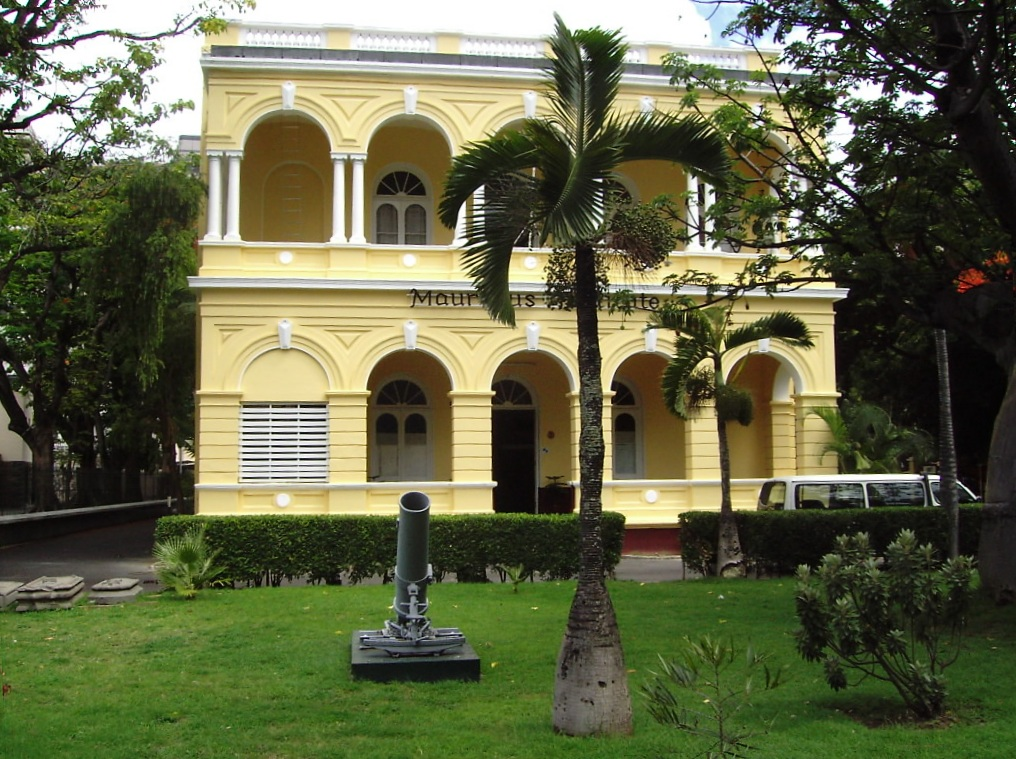
Museo de Historia Natural de Mauricio.
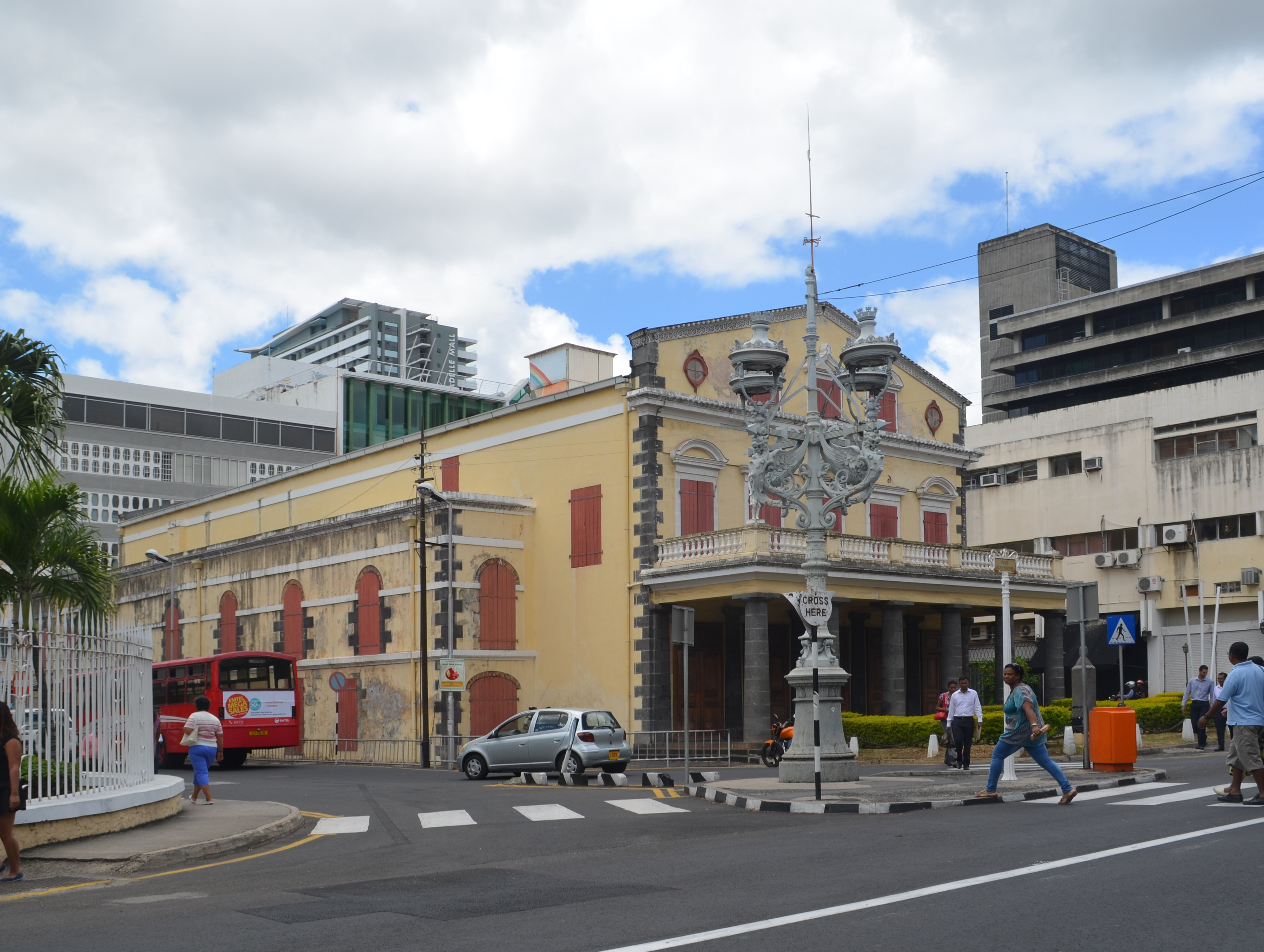
Teatro de Port Louis.
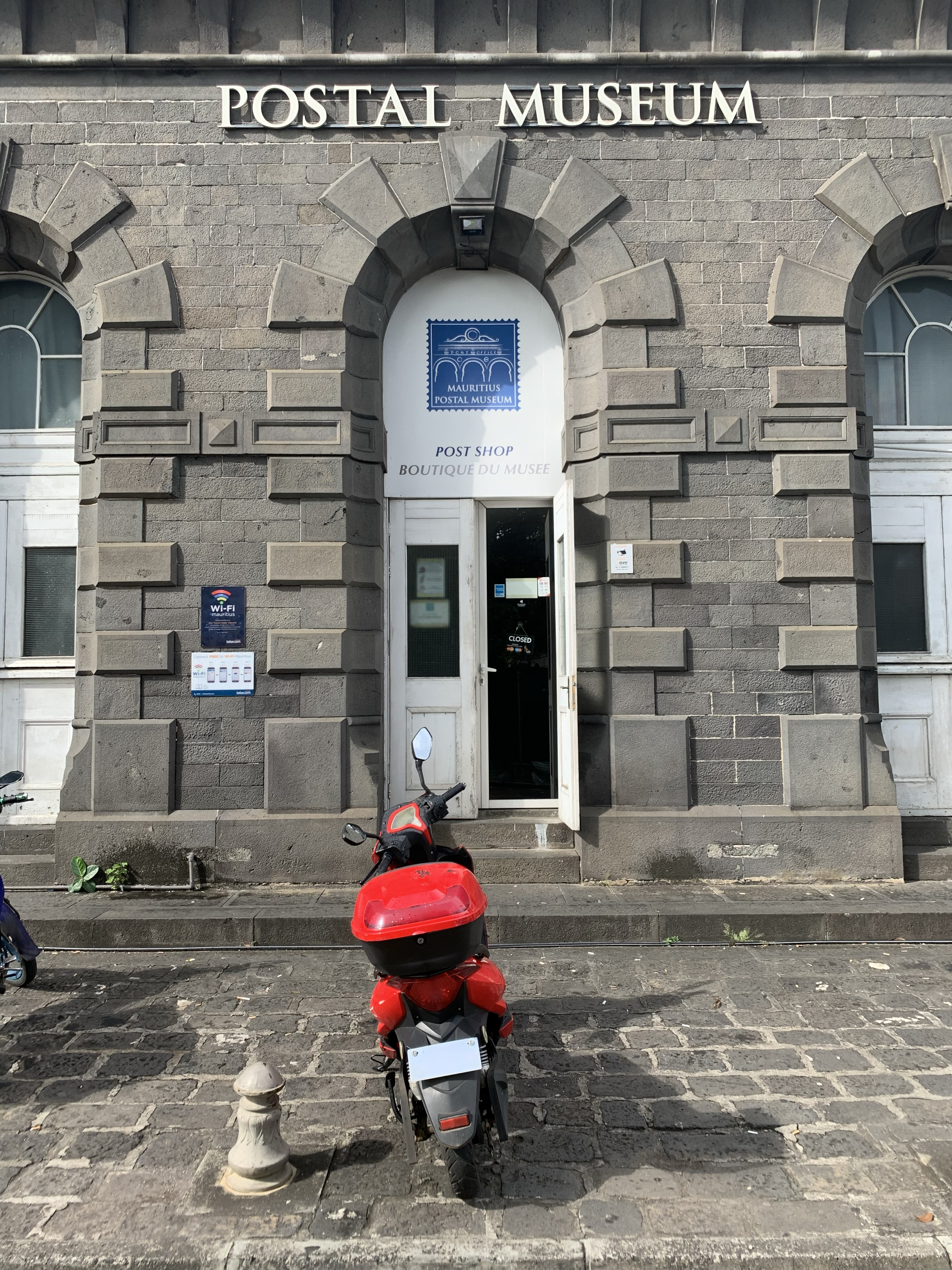
Museo de Correos de Mauricio.

En el Jardín de la Compañía de las Indias, cerca del cine Majestic se encuentra la Allée des voyageurs. Fue inaugurado por el primer ministro de Mauricio en agosto de 2010, en presencia del enviado del Sultanato de Omán, Abdullah al Suhaili, y de numerosas personalidades. Este rastro cultural, compuesto por textos de viajeros que atravesaron el océano Índico, incluye textos de al Idrissi, Ahmad bin Majid, Ibn Khordadbeh, Marco Polo, etc. y un planisferio que es obra del escultor Bhungsee. El proyecto fue iniciado y encabezado por el semiólogo Khal Torabully, el ministro de Cultura, el Comité al Idrissi y el Ayuntamiento de Port-Louis.
La Ciudadela de Port-Louis, más conocida como Fuerte Adelaida, es una fortificación construida entre 1834 y 1840 en una colina de la capital.

## Otros sitios de interés
- El Caudan Waterfront, centro comercial más grande de la isla.
- La mezquita Al-Aqs en Plaine Verte, inaugurada el 5 de octubre de 1805 bajo la dominación francesa.
- Museo de Port Louis.
- La Biblioteca Nacional de Mauricio

## Economía
La mayor parte de las entradas de la ciudad provienen de la actividad portuaria, que maneja la mayor parte del comercio de Mauricio. El puerto se ha transformado en un puerto dinámico: en 2005 unos 300.000 movimientos de trasbordo fueron calculados por las autoridades portuarias.
La industria de la ciudad es dominada por los textiles, aunque los productos químicos, el café y los productos farmacéuticos son también de gran importancia. 
El turismo es otra de las actividades que más ingresos deja a la ciudad. El número de turistas ha aumentado considerablemente en los últimos años[cita requerida], lo que ha permitido una diversificación de la producción local.

### Sector financiero

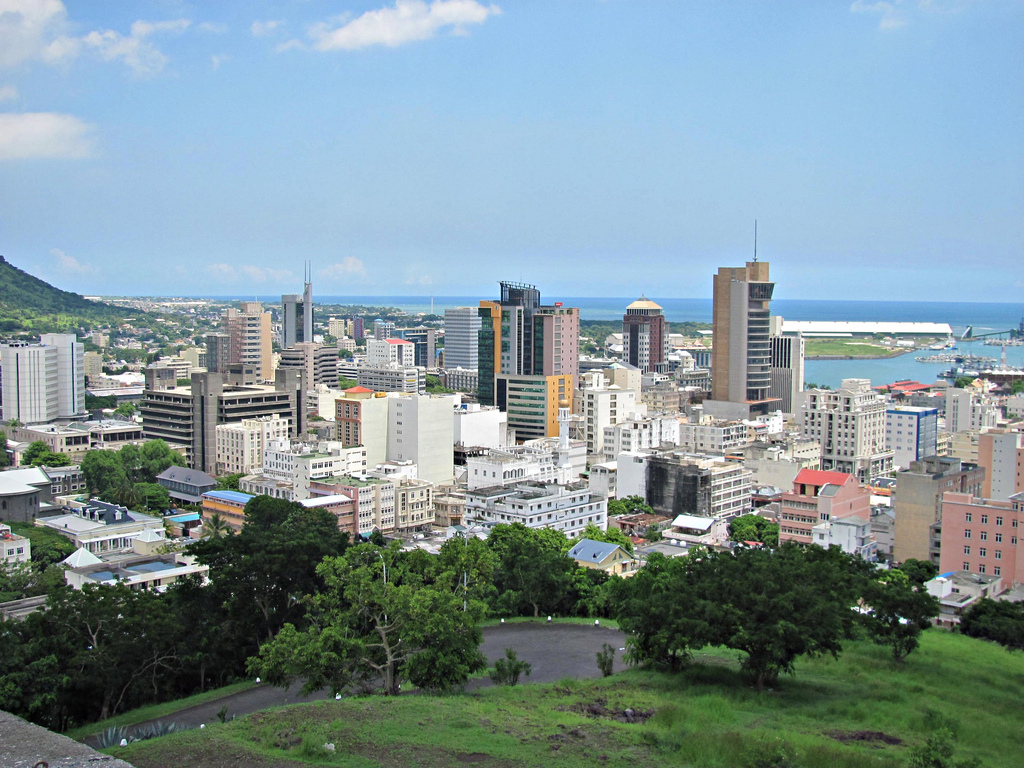
El horizonte de Port Louis, dominado por la Torre del Banco de Mauricio.

Port Louis es el centro financiero de Mauricio, que se ha consolidado como lugar seguro y de confianza para hacer negocios gracias a su sólida democracia, su estabilidad política y su población multilingüe. En Port Louis se encuentra la Bolsa de Valores de Mauricio (Stock Exchange of Mauritius). También en Port Louis hay más de diez bancos comerciales que atienden a clientes nacionales y extranjeros, compañías de seguros, fondos de pensiones, fondos de inversión, empresas de leasing y agentes de cambio. El banco más antiguo con sede en Port Louis es el Mauritius Commercial Bank, fundado en 1838.  El Banco de Mauricio es el banco central del país. Con unas dimensiones de 124 m desde el nivel del suelo hasta su pináculo, la Torre del Banco de Mauricio es el edificio más alto del país.

## Transporte

### Transporte público
En 2012, el gobierno decidió construir un sistema ferroviario de aproximadamente 25 km entre Curepipe y Port Louis, que se había estado considerando durante casi tres décadas. La construcción del sistema de transporte de tránsito de tren ligero comenzó en el otoño de 2017; el gobierno mauriciano adjudicó el contrato a la empresa de diseño y construcción con sede en Bombay, Larsen & Toubro. Las operaciones del Metro Express de Mauricio comenzaron el 22 de diciembre de 2019.

### Transporte aéreo
La ciudad es servida por el Aeropuerto Internacional Sir Seewoosagur Ramgoolam (Código IATA: MRU), en el cual se operan vuelos a África, Asia y Europa.

## Galería de  imágenes

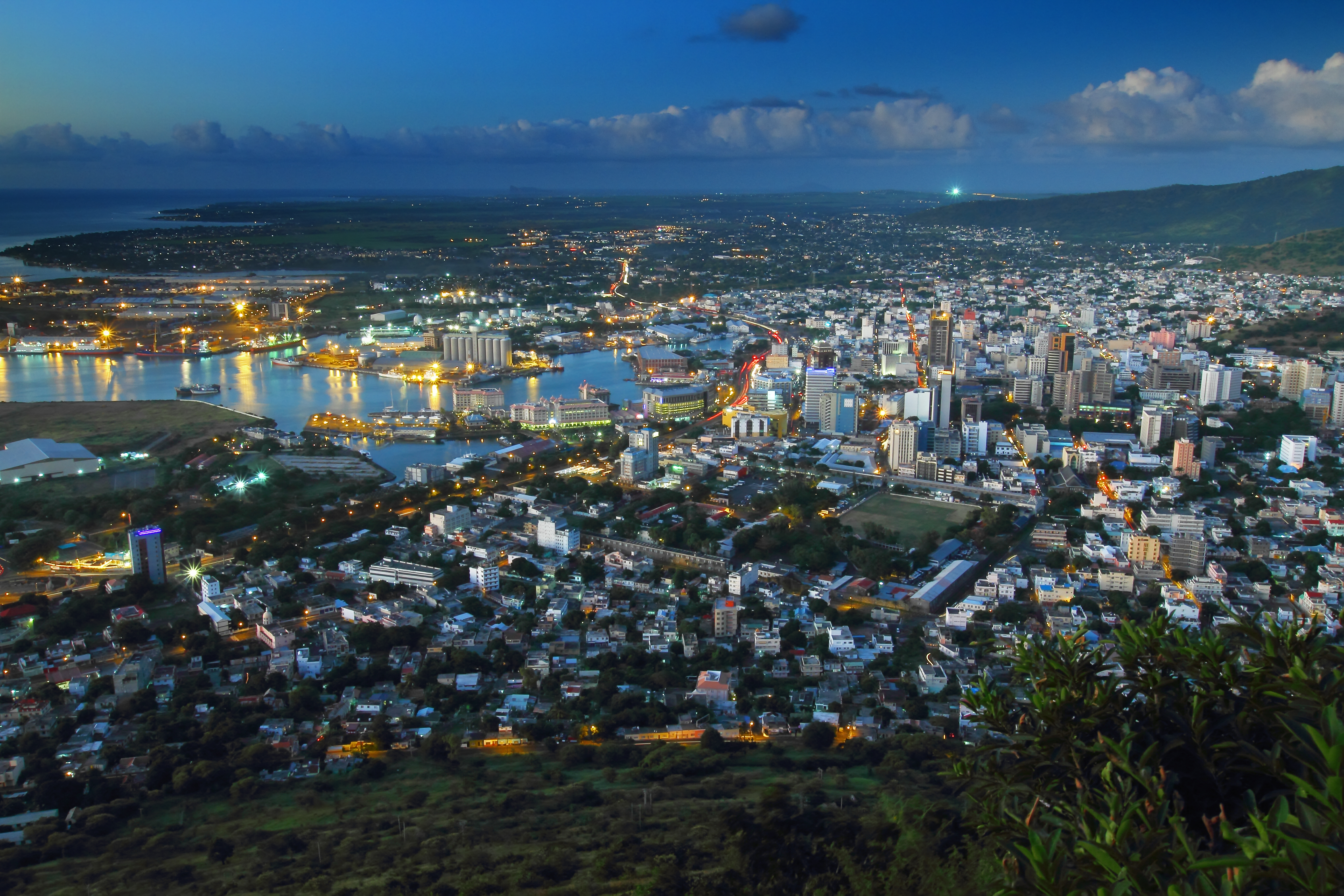
Perfil del horizonte con los primeros rascacielos de Mauricio.
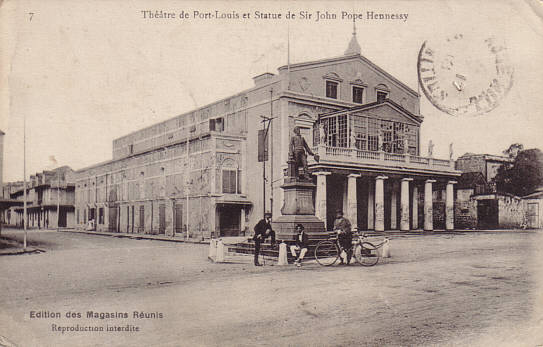
El Teatro de Port-Louis entre 1900 y 1910.
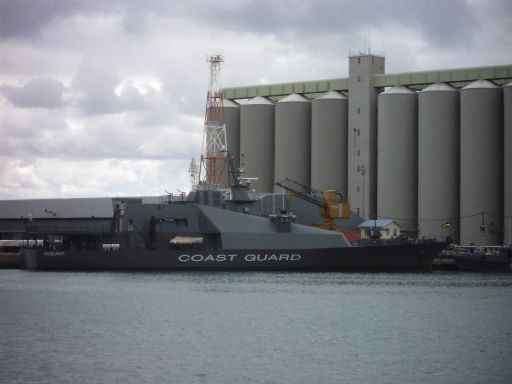
La rada de Port Louis.
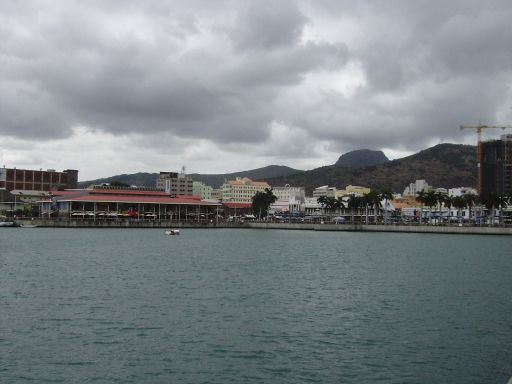
La fachada marítima de Port Louis.
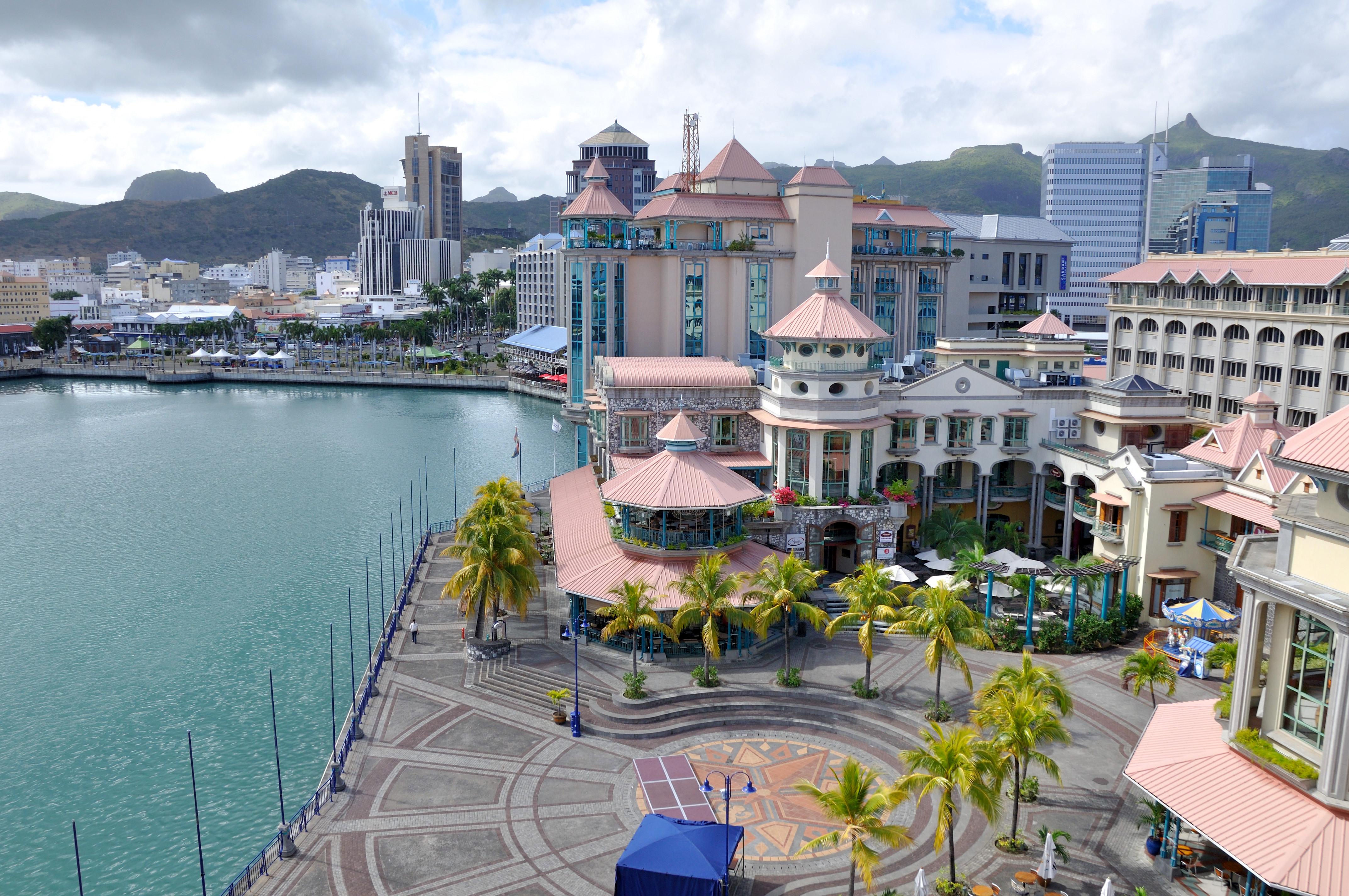
El centro comercial Caudan.
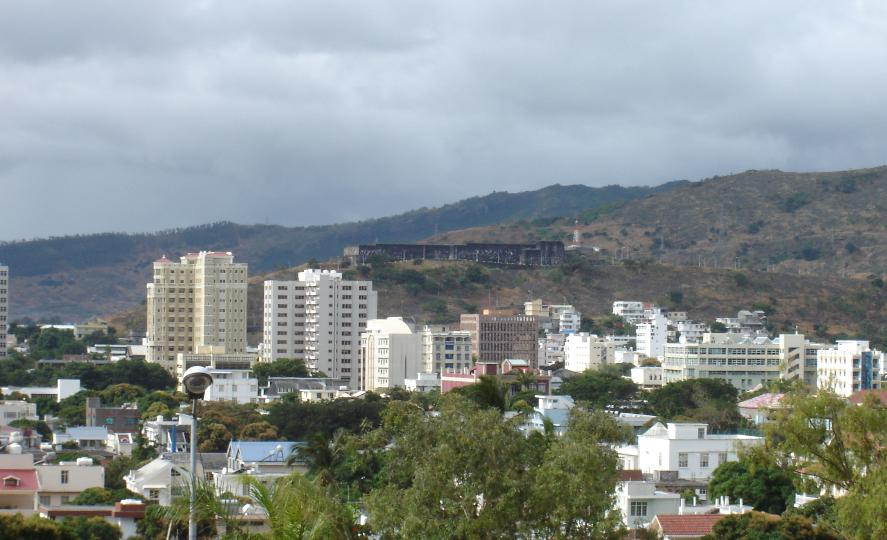
La Ciudadela.

## Ciudades hermanadas
Esta es la lista de ciudades hermanadas
- Doha, Catar.
- Foshan, Cantón, China.
- La Possession, Réunion.
- Karachi, Pakistán
- Pretoria, Sudáfrica.
- Maputo, Mozambique.
- Saint Malo, Francia.
- Lamentin, Guadalupe.
- Alejandría, Egipto.
- Dakar, Senegal.

| Predecesor: Seúl | Sede de las Sesiones del Comité del Patrimonio cultural inmaterial de la Humanidad 2018 | Sucesor: Bogotá |